# Kvinnor i Armenien

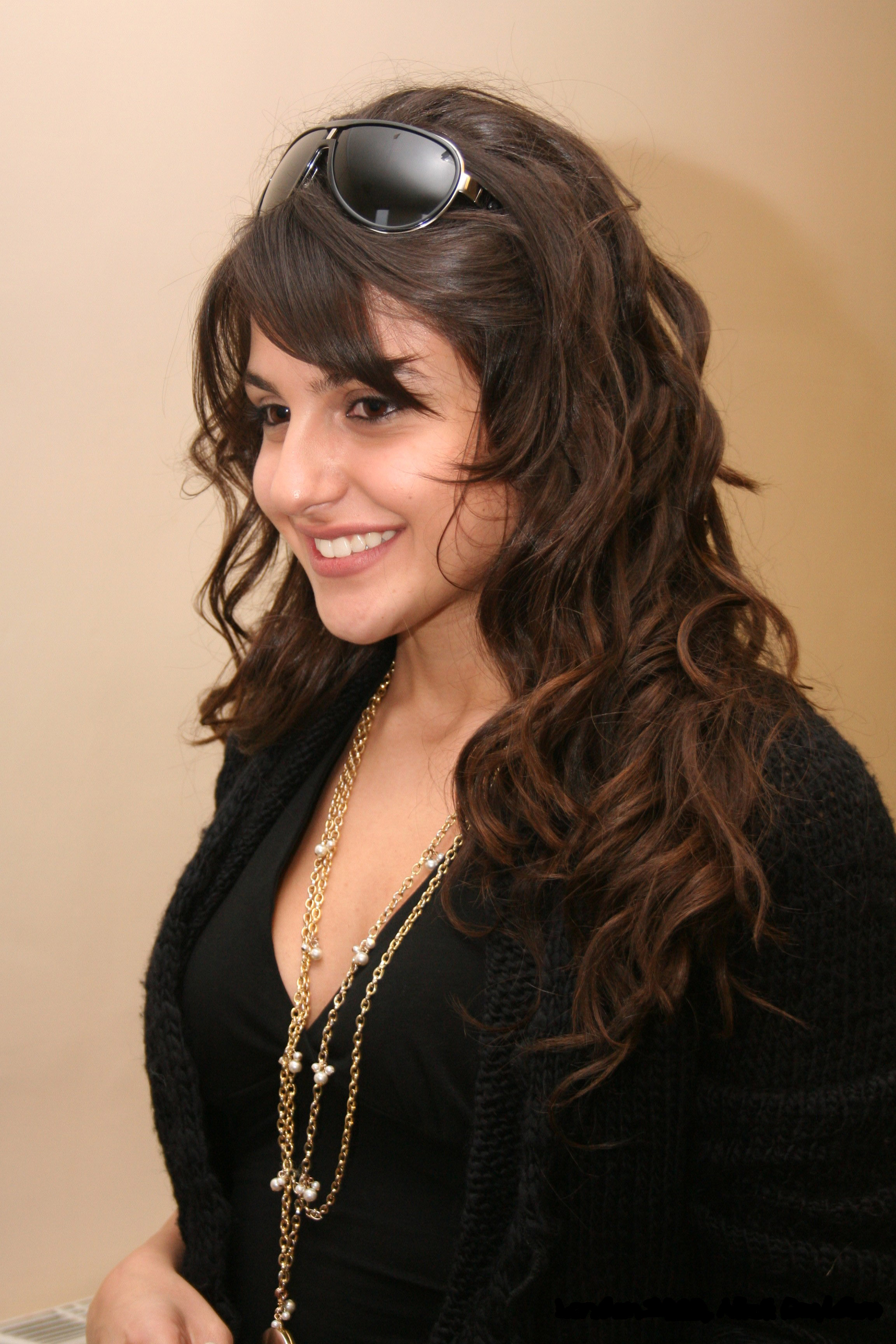
Sångerskan Sirusho Harutiunjan

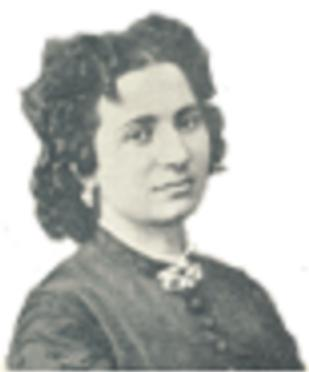
Srpouhi Dussap, var en armenisk feminist och författare.

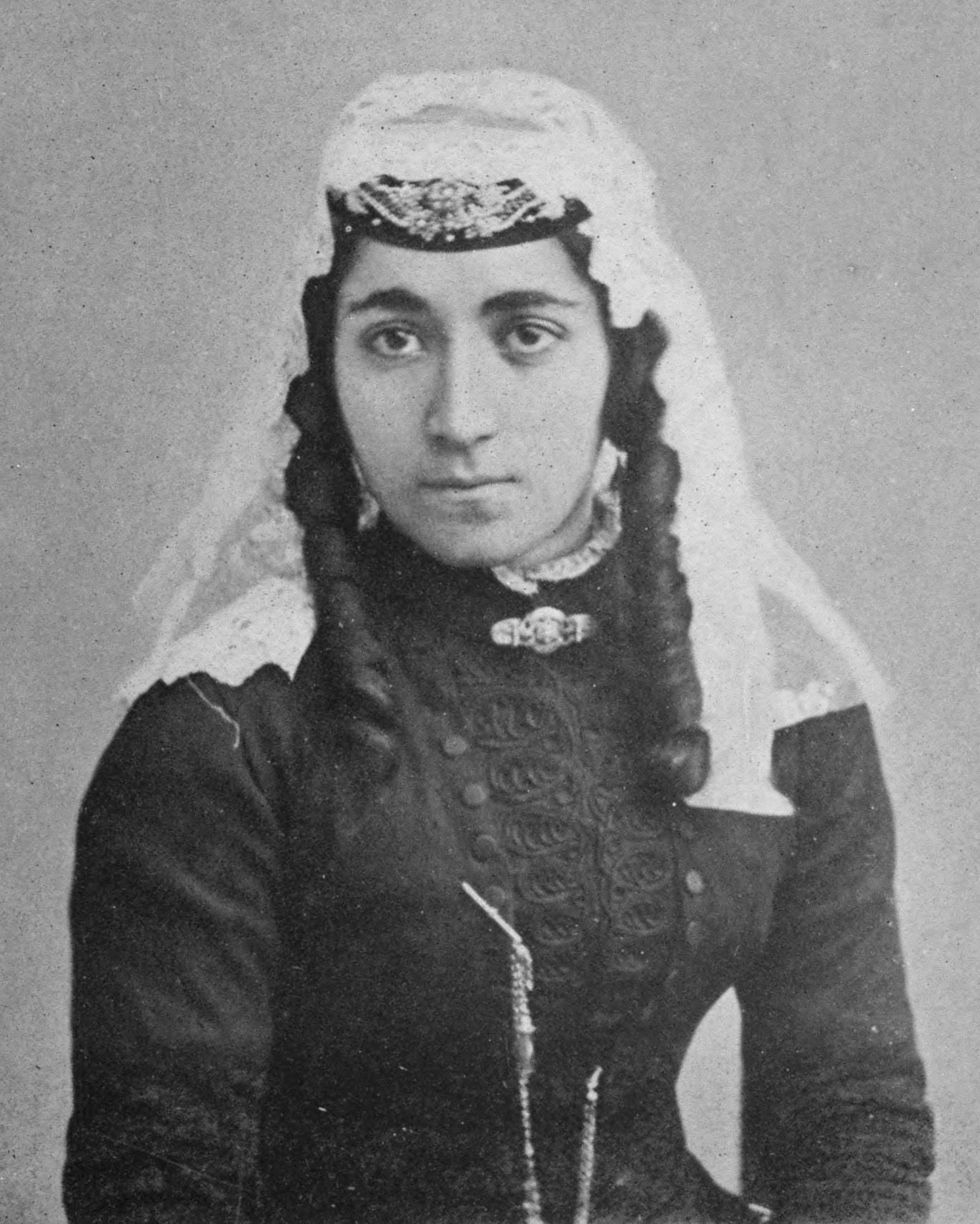
En armenisk kvinna i traditionell utstyrsel, omkring 1896.

I Armenien finns det idag flera organisationer som arbetar med kvinnofrågor. Dessa kritiserar vad de anser vara den traditionellt kristna patriarkala armeniska kulturen och samhället. De menar att man i Armenien förväntar sig att kvinnor ska vara dygdiga och undergivna. Samt att kvinnor förväntas skydda sin oskuld till vigseln. Och att de förväntas gifta sig med "den första man som ber om deras hand", och omhänderta barnen. De menar även att de flesta armeniska kvinnorna vanligtvis iklär sig rollen som hemmafru och bosätter sig i sina mäns hem.
Fertiliteten i Armenien (2011) ligger på 1,37 barn per kvinna. Utbildningsnivån bland kvinnor i Armenien är hög. Hela 60 procent av dem som går gymnasium är kvinnor. Kvinnor är dock underrepresenterade i flera sektorer.
Bland de mer kända kvinnorna från Armenien finns sångerskorna Sirusho Harutiunjan och Inga & Anush som alla har gått till final i Eurovision Song Contest vid olika år.
Efter att Armenien blev självständigt 1991 i samband med Sovjetunionens sammanbrott har landet haft flera sociala och ekonomiska utmaningar. Detta har resulterat i att många armenier arbetar i Ryssland och i Europa. Det finns enligt vissa uppgifter 100 000 armeniska medborgare som gästarbetar i Turkiet. Av dessa uppskattas att en stor andel är kvinnor.

## Kvinnor i Armeniens historia
Den armeniska identiteten, sammanhållningen, synen på familjen och kvinnan har formats genom Armeniens historia och geografiskt utsatta läge. 
Armenien blev kristet på 300-talet. Det tidigt kristna Armenien har genom historien varit invaderat av flera riken. Under 1500-talet kom en stor del av Armenien att införlivas i det muslimska osmanska riket. Trots detta bibehöll armenierna sin kristna tro och identitet. Under första världskriget ägde det som kallas det armeniska folkmordet rum. Många kvinnor blev i samband med detta bortförda, utsatta för våldtäkt, mördade, sålda som slavar eller adopterade.
En annan del av Armenien kom att tillhöra Tsarryssland och sedan bli självständigt. Ryska Armenien förlorade sin självständighet och anslöts till Ryska SFSR som Armeniska SSR 1920. När Armenien blev en sovjetrepublik ansågs tillståndet för jämlikhet mellan könen vara bland sovjetrepublikernas sämre. Kvinnorörelsen hade varit mycket blygsam under Armeniens tid som provins under Kejsardömet Ryssland, och även om flickskolor hade funnits där sedan 1850, och kvinnor fått rösträtt per automatik när Ryssland införde den 1917, fanns det endast en liten minoritet bildade yrkeskvinnor. Majoriteten armeniska kvinnor levde fortfarande illitterata och isolerade i hemmen tillägnade familj och hushåll och täckte sina ansikten då de visade sig offentligt. 
Sovjetunionen införde automatiskt total laglig jämlikhet för män och kvinnor i enlighet med kommunistisk ideologi: för att genomföra den nya legala jämlikheten i praktiken grundades Kinbazjin, som var motsvarigheten till det större sovjetiska kommunistpartiets kvinnoförening Zjenotdel. Detta var i enlighet med policyn i andra sovjetrepubliker vid denna tid. 

## Arbete och affärer
Enligt Grant Thornton Internationals affärsundersökning från 2011 innehade kvinnorna 29 % av direktörspositioner på hög nivå under 2010. Den siffran sjönk dock till 23 % 2011. Det är för närvarande, enligt en rapport från FN, 24 kvinnliga armeniska borgmästare eller ledare över församlingar. Ytterligare 50 innehar andrabefälsposter.

## Inhemska problem
Enligt Världshälsoorganisationen blev mellan 10 och 60 % av de armeniska kvinnorna offer för misshandel och våld 2002. Statistisk data var "sporadisk" på grund av det dåliga rapporterandet av misshandel i Armenien. Underrapporteringen har sagts uppstå på grund av att misshandel behandlas som en privat familjeaffär. Ett gammalt armeniskt talesätt är knutet till detta: "en kvinna är som ull, ju mer du slår henne, desto mjukare kommer hon att bli", vilket gör att armeniska kvinnor ofta behandlas dåligt av misshandlande makar. Det beror i sin tur på att det inte existerar några väletablerade lagar mot våld och könsbaserade fördomar i Armenien, och att sådana sociala problem anses som privata familjeproblem. Det finns dessutom en kulturell tilltro i Armenien att "misshandel är en normal del av giftermålet" och att liv utan misshandel är omöjligt. Därtill orsakar en skilsmässa "social vanära" och skam för kvinnornas familjer som lämnar in skilsmässoansökningar eller rapporterar misshandel. Andra bidragande faktorer är bland annat kvinnors brist på eller lägre nivå av utbildning rörande sina rättigheter, och hur man skyddar sig från alla sorters våld i allmänhet.

## Politisk status
I maj 2007 uppmuntrades, genom en lagförordning från 2005, fler kvinnor att involvera sig i armenisk politik. Samma år fick bara sju kvinnor parlamentspositioner. Bland dessa kvinnliga politiker var Hranusj Hakobjan den kvinnan med längst tid i Armeniens nationalförsamling. Den låga andelen kvinnor i Armeniens regering gör att armeniska kvinnor är de mest underrepresenterade och lägsta (i antal) i världen.